# Smithsonian Channel
Smithsonian Channel es un canal de televisión de pago estadounidense propiedad de Paramount Global que ofrece contenido inspirado en los museos, las instalaciones de investigación y las revistas de la Institución Smithsonian.

## Programación
El canal presenta programación original de no ficción que cubre una amplia gama de temas históricos, científicos y culturales. En febrero de 2015, aproximadamente 33,6 millones de hogares estadounidenses (28,9% de los que tienen televisión) reciben Smithsonian Channel. También está disponible como un servicio de video a pedido, según el proveedor del servicio, y en varios formatos de descarga y transmisión por Internet.

## Historia
El canal se lanzó como una empresa conjunta de Showtime Networks y la Smithsonian Institution como Smithsonian On Demand en 2006, y luego se convirtió en Smithsonian Channel en 2007. Smithsonian Channel Plus, una suscripción mensual de US $ 5 que también ofrece acceso al contenido anterior del canal Library, e incorporando el antiguo servicio de transmisión Smithsonian Earth, se lanzó en 2018. A partir del otoño de 2020, se fusionó con CBS All Access (el futuro Paramount +).
En febrero de 2019, Smithsonian Channel se lanzó para el Reino Unido e Irlanda en sus proveedores nacionales de cable y satélite, junto con Freeview.

## Programación
Smithsonian Channel presenta una amplia gama de programas que cubren ciencia, naturaleza, cultura, historia, aeronaves y naves espaciales y documentales. Desde series de larga duración hasta especiales especiales en profundidad.
- Aerial America muestra cada uno de los 50 estados desde el aire, con episodios especiales dedicados a pueblos pequeños, la naturaleza, entre otros aspectos. Narrado por Jim Conrad.

- Soul Revolution, presentado por Morgan Freeman, se estrenó el 16 de noviembre de 2008.

- La segunda temporada de Stories from the Vaults protagonizada por Tom Cavanagh se estrenó el 12 de julio de 2009.

- Mystery of the Hope Diamond - El 19 de agosto de 2009, la Institución Smithsonian anunció que el Hope Diamond obtendría un nuevo escenario temporal para celebrar el 50 aniversario de la donación de Harry Winston de la piedra preciosa al Museo Nacional de Historia Natural.

- Soul of a People: Writing America's Story - Un documental financiado por el National Endowment for the Humanities sobre el Proyecto Federal de Escritores que presenta entrevistas con los notables exalumnos del proyecto Studs Terkel , Stetson Kennedy y el historiador estadounidense Douglas Brinkley. Estrenado el 6 de septiembre de 2009.

- MLK: The Assassination Tapes producido por 1895 FILMS para Smithsonian Channel se estrenó el 12 de febrero de 2012 y recibió un premio Peabody.

- Terror in the Skies / Air Disasters/ Mayday: Catástrofes Aéreas (mismo programa, nombre diferente) examina los problemas en los vuelos de las aerolíneas comerciales.

- Air Warriors/Guerreros del Aire es una serie que cubre el F-15 Eagle, el V-22 Osprey y el AH-64 Apache y las historias de los pilotos y equipos dedicados que vuelan y mantienen a estos guerreros aéreos definitivos. Se estrenó el 9 de noviembre de 2014.

- The Real Story va detrás de escena de algunas de las películas más importantes de Hollywood y muestra historias reales que inspiraron algunos de los éxitos de taquilla más famosos de Hollywood. (También conocido como The True Story en el Reino Unido).

La biblioteca de programación de Smithsonian Channel actualmente es distribuida por ViacomCBS Global Distribution Group.

## Controversia
En 2006, Carl Malamud de Public Resource.Org, una organización sin fines de lucro que publica y comparte, se quejó de que la empresa privada Showtime y la Institución Smithsonian de propiedad pública estaban celebrando un contrato para establecer Smithsonian Networks sin una divulgación pública suficiente. Según el contrato, Showtime podría negar el permiso a otros productores de medios que deseen acceder a las colecciones del Smithsonian. El documentalista Ken Burns dijo de este acuerdo:

"Encuentro este acuerdo aterrador ... Parece que el Smithsonian esencialmente ha optado por el ático de Estados Unidos a una sola empresa"